# Dinia puniceocincta
Dinia puniceocincta är en fjärilsart som beskrevs av Embrik Strand 1915. Dinia puniceocincta ingår i släktet Dinia och familjen björnspinnare. Inga underarter finns listade i Catalogue of Life.